# Copelatus heterogynus
Copelatus heterogynus är en skalbaggsart som beskrevs av Régimbart 1899. Copelatus heterogynus ingår i släktet Copelatus och familjen dykare. Inga underarter finns listade i Catalogue of Life.